# Nazionale maschile under 19 di football americano della Slovacchia
La nazionale Under-19 di football americano della Slovacchia è la selezione maschile Under-19 di football americano della SAAF che rappresenta la Slovacchia nelle varie competizioni ufficiali o amichevoli riservate a squadre nazionali Under-19.

## Risultati
Legenda: Grassetto: Risultato migliore, Corsivo: Mancate partecipazioni

## Dettaglio stagioni

### Amichevoli
| Stagione | Vin | Par | Per | Tot | PF | PS | avversaria |
| -------- | --- | --- | --- | --- | -- | -- | ---------- |
| 2016     | 1   | 0   | 0   | 1   | 14 | 6  | Ungheria   |
| Totale   | 1   | 0   | 0   | 1   | 14 | 6  |            |

### Tornei

#### Campionato europeo

##### Qualificazioni
| Stagione | regular season | regular season | regular season | regular season | regular season | regular season | playoff | playoff | playoff | playoff | playoff | playoff   | playoff    |
|          | Vin            | Par            | Per            | Tot            | PF             | PS             | Vin     | Per     | Tot     | PF      | PS      | risultato | avversaria |
| -------- | -------------- | -------------- | -------------- | -------------- | -------------- | -------------- | ------- | ------- | ------- | ------- | ------- | --------- | ---------- |
| 2019     | -              | -              | -              | -              | -              | -              | 0       | 1       | 1       | 0       | 35      |           | Francia    |
| Totale   | -              | -              | -              | -              | -              | -              | 0       | 1       | 1       | 0       | 35      |           |            |

Fonte: americanfootballitalia.com

### Riepilogo partite disputate
| Anno            | Luogo          | Evento     | Fase del torneo | Incontro              | Risultato     |
| 16 ottobre 2016 | Székesfehérvár | Amichevole |                 | Ungheria - Slovacchia | 6 - 14        |
| 2 giugno 2019   | Amiens         | Europeo    | Qualificazioni  | Francia - Slovacchia  | 35 - 0 d.g.s. |

## Confronti con le altre Nazionali
Questi sono i saldi della Slovacchia nei confronti delle Nazionali incontrate.

### Saldo positivo
| Nazionale | Giocate | Vinte | Pareggiate | Perse | PF | PS | Ultima vittoria | Ultimo pari | Ultima sconfitta |
| --------- | ------- | ----- | ---------- | ----- | -- | -- | --------------- | ----------- | ---------------- |
| Ungheria  | 1       | 1     | 0          | 0     | 14 | 6  | 2016            | -           | -                |

### Saldo negativo
| Nazionale | Giocate | Vinte | Pareggiate | Perse | PF | PS | Ultima vittoria | Ultimo pari | Ultima sconfitta |
| --------- | ------- | ----- | ---------- | ----- | -- | -- | --------------- | ----------- | ---------------- |
| Francia   | 1       | 0     | 0          | 1     | 0  | 35 | -               | -           | 2019             |